# 国鉄DD54形ディーゼル機関車
DD54形ディーゼル機関車（DD54がたディーゼルきかんしゃ）は、日本国有鉄道（国鉄）が1966年（昭和41年）から設計・製造した液体式ディーゼル機関車である。

## 概要
亜幹線の無煙化を推進するため、すでに登場していたDD51形とDE10形の中間を担う客貨用機関車として製作された。
新三菱重工業にて1962年（昭和37年）に試作したDD91をベースとし、1966年に3両が試作機として製造された。その後、1968年（昭和43年）から1971年（昭和46年）までの4年間に37両が量産車として製造された。
エンジンや変速機などの主要機器は三菱重工がライセンス契約を結んだ西ドイツのメーカー（後述）の提携品を使用していたが、度重なる機器類のトラブル発生からいずれの車両も法定耐用年数（18年）を終えず運用を離脱した。結果、失敗機関車との烙印を押され、国鉄の資産運用について国会で質疑応答が行われる事態にまで発展した。
製造は全車三菱重工業が担当しており、製番は順に1389 - 1391・1485 - 1489・1631 - 1640・1738 - 1744・1750・1751・1753・1765 - 1776となる。製番が細分化されたのは、当時の三菱重工業三原製作所が国鉄向けの他形式の機関車も国鉄から受注・生産していたため であり、欠落部分の番号の大半はそれらに割り当てられている。

## 構造

### 車体

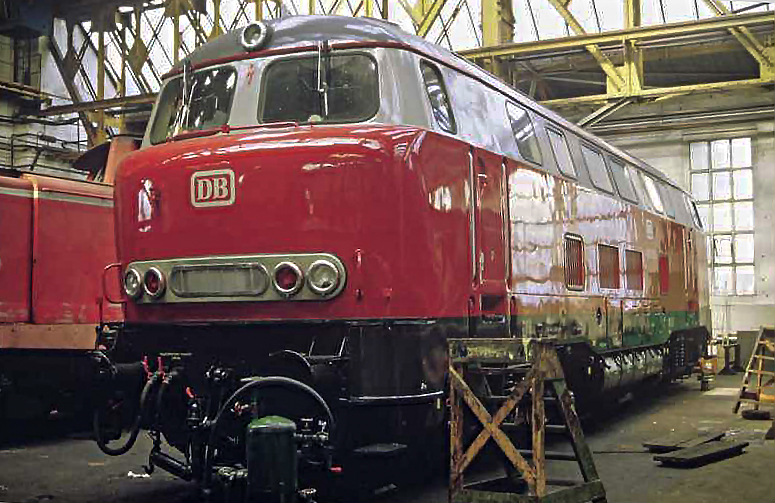
参考：ドイツ連邦鉄道216形（旧V160形）。1,900 PS級のマイバッハ社製エンジンとこれに対応した液体式変速機に加え、蒸気発生装置を搭載、車体上半分を内傾させた断面を持つ独特の車体デザインなど、機構・外形共にDD54形に大きな影響を与えた形式の1つ。

車体は前後に運転台を配した「箱形」 である。試作車にあたるDD91形ではいわゆる湘南形の2枚窓構造の運転台を備えた構造・形状であったが、本形式に先行して設計・製造されたED72形・ED73形交流電気機関車および新幹線911形ディーゼル機関車と同様に窓下を突出させた「くの字」状の前面形態が採用され、車体断面も側板の上半分を内側に傾斜させた、ヨーロッパ調の独特のデザインとなっている。
総括制御による重連運用を考慮していないため正面貫通扉は装備せず、総括制御に必要な釣り合い管や制御用ジャンパ線受などを設置していない。
製造時期により外観は前灯の位置と前面窓の形状が異なるほか以下の相違点がある。
DD54 1 - 3（量産試作機）
ステンレス窓ガラス支持・前灯窓上・サイドエアフィルター形状・動輪輪芯形状
DD54 4 - 24
ステンレス窓枠・前灯窓下・連結器解放テコ先端形状・砂箱形状
DD54 25 - 40
窓ガラスHゴム支持・前灯窓下・車体溶接構造の変更
大別で上述3タイプ、各部仕様で細分すると1 - 6次車に区分される。

### 主要機器
西ドイツのメーカーからのライセンス供与を受けて製作されたエンジン・変速機を搭載するが、動力台車や蒸気発生装置、それにブレーキシステムは同時期製作のDD51形や、DE10形などとの部品の共通化が図られている。
なお、ライセンス生産となったエンジンや変速機については契約上、日本側での設計変更や改造は認められておらず、あくまで製造のみが認められていた。この契約事項が同機関車の運命を決定づける要因になった。

#### 動力台車
本形式は軸重上限の低い亜幹線での使用を前提とし、動軸重軽減のため軸配置を B-1-B とした。

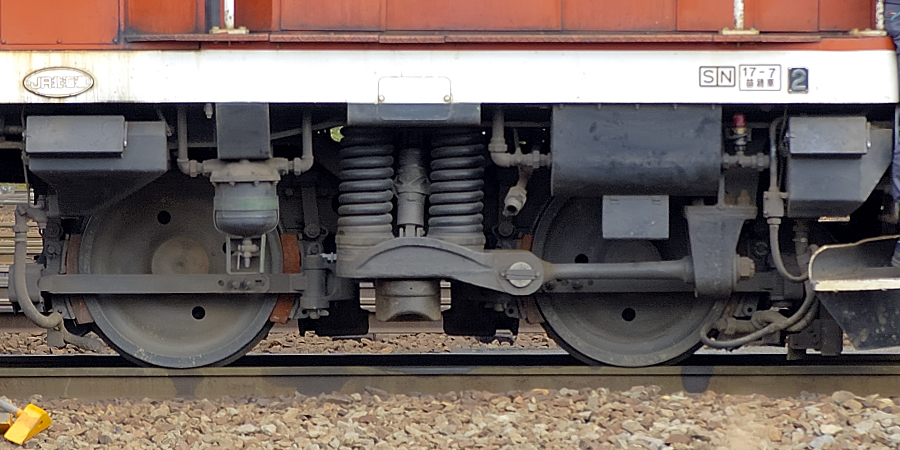
参考：DE10形用DT131E台車

一般的なアウトサイドフレーム（外側台枠）式の軸ばね台車を装着していたDD91形とは異なり、2軸インサイドフレーム（内側台枠）式台車であるDT131B（DD54 1 - DD54 3）あるいはDT131E（DD54 4 - DD54 40）を装着する。
これらは1965年設計のDD53形用DT131の派生機種にあたり、最終減速機の歯数比も、本形式と同じ1966年に設計されたDE10形試作車（DE10 1 - 4）用DT131Cと同じ4.482となっているなど、極力他形式と共通の部品を採用することで保守の合理化を図っている。
なお、量産車が装着するDT131Eは、DE10形基本番台（DE10 5以降）および500番台などに採用されたものと全く同一品であり、試作車もDD54 2は後述する脱線転覆事故での修理に際し事故で破損した1位側台車をDT131Eに交換している。

#### 中間台車
2台の動力台車の間にTR104（DD54 1 - 3）あるいはTR104A（DD54 4 - 40）と呼称する、リンク機構により横動を許容される構造の1軸中間台車を装着する。量産車は、試作車用のTR104で台車装架であったATS車上子が車体床下装架に変更になった事に伴う設計変更を反映したものである。この中間台車の装着により、本形式は自重約70 tの大型機でありながら軸重は約14 tに抑えられ、4級線への入線が可能となっている。

### 機関・変速機
使用予定線区の実輸送量に鑑み、DD51形よりやや出力を抑えた設計もDD91形から継承された。
搭載機関は西ドイツマイバッハ社（Maybach=現・MTUフリードリヒスハーフェン）設計によるMD870を三菱重工業がライセンス生産を行ったDMP86Z、液体変速機は爪クラッチを介在させた4段変速機構をもつDW5で、マイバッハ社のMekydro（メキドロ）K184Uのライセンス生産品である。この変速機構のため、力行中の変速進段時に一旦エンジン回転数が下がる変速音を発しながら加速するという独特の走行音であった。なお、1次車でシリンダーの水漏れトラブルが発生し、その対策をしたことから2次車の落成が遅れた。

### ブレーキ
同時期の国鉄ディーゼル機関車で標準となっていた、DL14Aブレーキ装置を搭載する。

### 蒸気発生装置
旅客列車牽引運用への対応として、全車が列車暖房用蒸気発生装置（SG）を搭載する。
SGはDD54 1 - 3がDD51形初期車と共通のSG4、DD54 4 - 24がこれを改良して蒸気発生量を増大させたSG4A、そしてDD54 25 - 40がSG4Aを完全自動運転方式に改良したSG4A-Sをそれぞれ搭載する。
いずれも同時期製造のDD51形に搭載されたものと同一設計品で、縦型水管式ボイラーを備える機種である。

## 改造工事
1968年（昭和43年）6月28日、山陰本線鳥取 - 湖山間の岩吉踏切付近で、急行「おき」を牽引中だったDD54 2の推進軸（ユニバーサルジョイント）が突如破損落下し、横転する事故が発生した。続く1969年（昭和44年）11月にも、山陰本線浜坂 - 久谷間の勾配力行中などのDD54 11、14が、落下した推進軸を原因とする床下からの出火事故を起こした。全般検査から間もない時期にも関わらず推進軸に起因するトラブルが続発したことから、福知山機関区では一斉点検を行いつつ同年12月以降鷹取工場へ順次入場、推進軸の強化や脱落防止加工を施工した。
1972年（昭和47年）に急行列車からの格上げで新設の寝台特急「出雲」牽引用として、前年に8両が新製配置された米子機関区所属車の中からDD54 32 - 37（6両）が同列車の牽引機に指定されたが、当時「出雲」に使用される20系客車は全車が110 km/h運転に対応するために応答性の高いAREB増圧装置付電磁自動空気ブレーキへ改造済で、電源車以外の全車が圧縮空気の消費量の多い空気ばね台車を装着することから、牽引にはブレーキ増圧装置・空気ばねへの空気圧供給用元空気溜管（MRP）引き通し・妻面腰板部中央にヘッドマーク装着固定用金具を追加搭載・設置する改造工事を施工した。
また、試作車のDD54 1 - 3には1970年度の全般検査で動輪輪芯や砂撒き管の形態を量産車と同じ仕様に、さらに前面手すりの増設や屋上に出ている煙道の形状変更といった改造を実施、量産車の中でも初期に製造されたDD54 4 - 8に対しては同時期にDD54 9以降に準じた手すりや砂撒き管の改造が行われた。さらに1974年以降も稼働していたDD54 2とDD54 4 - 8に対しては、SG室部分の側面にあった通風フィルターを外側から鉄板で閉塞する工事を行っている。

## 運用
1966年に先行試作車であるDD54 1 - 3の3両が福知山機関区（現・福知山電車区）に新製配置された。先行試作車は試運転や性能試験を経て主に山陰本線の京都 - 福知山間と福知山線の普通列車をC57形に代わって牽引する運用に投入、1967年11月には米子鉄道管理局管内へ初の試運転を行い、以後1968年から量産車が順次落成し、運用区間も急行「おき」や貨物列車の牽引で山陰本線米子以東に拡大、1969年以降も増備は続き1971年までに全40両が出揃い、DD54 1 - DD54 29・DD54 38 - DD54 40の32両が福知山機関区に、DD54 30 - DD54 37の8両が米子機関区（現・米子運転所）に、それぞれ配置された。
本形式はその新製時の計画通り、当時山陰本線（浜田以東）・播但線・福知山線などの列車牽引運用に用いられていたC57形・C58形等の蒸気機関車を置換え、周辺の舞鶴線・伯備線（新見以北）・大社線にも入線し1972年末には一部の列車を除き山陰地区東部の全面的なディーゼル化を達成するなど当該路線群における無煙化を促進した。
1968年10月6日にはDD54 1（本務機）・DD54 3（前補機）の2両が、福井国体開催に合わせて運行されたお召し列車の牽引に供された。重連運用された理由は、DD54がトラブルで動かなくなる可能性を想定したためと一部では指摘されているが、本形式に限らず1970年代までのディーゼル機関車牽引によるお召し列車運転に際しては万全を期すためその多くが重連運用であった。
1969年末より、重大なトラブルを招いていた推進軸の交換を進める。これ以降、初期のような致命的トラブルは発生しなくなっていった。
1972年3月15日からは京都 - 浜田間で、米子機関区配置車6両による特急「出雲」牽引が開始された。しかし、この頃からエンジン本体や液体変速機側での故障が頻発し、本形式の牽引する列車をより旧式のディーゼル機関車であるDF50形や当時残存していたC57形蒸気機関車が救援する、といった事態すら発生するようになっていた。「出雲」牽引機6両のうち5両は、おおむね良好な稼働状況であったが、他の仕業との関係で「出雲」への充当は1年半で終了し、1973年秋からは同じく米子機関区が担当していた夜行急行「だいせん」の運用共々DD51形へ置き換えが実施され、米子配置車も1974年に全車福知山機関区へ転属となった。

### 故障・事故
本形式に搭載されたDMP86Zは、6バルブのDOHCによる吸排気を行う、精緻な設計と構造を有していた。乾燥重量 7,740 kg、出力あたり重量は4.25 kg/PSで、国産DML61Z型の5.10 kg/PSよりも優れており、出力と耐久性には問題がないなど極めて優れた設計のエンジンであった。また、液体式変速機は常時歯車噛み合わせ式で直結段を持たないなど、当時、国鉄がDD13で採用していたリスホルム・スミス型の変直式、DD51で採用していたフォイト社開発の充排油式とは異なる1つのコンバーターと機械式変速機を組み合わせた、自動車用ATに近い機構であった。全般的に西ドイツの工業製品らしい、精緻な製品であった。
もっとも、試作車のDD91形がエンジン・変速機共に西ドイツ製の純正品を搭載していたのとは異なり、本形式ではそれらをライセンス生産契約に基づき三菱重工業が製造した日本製同等品が搭載されており、1次車では、3両のうち2両で冷却水がシリンダ内に漏れるトラブルが発生した。さらにDE10形などと台車を共通設計とした結果、最終減速機や推進軸周りの設計がオリジナルのDD91形とは異なったものとなっていた。これらの問題が発生した経緯は不明である。
機関は概ね好調だったものの、後述するように、本形式の重大故障は、ライセンス生産された液体変速機や、DD91から変更された台車まわりなどに集中していた。西ドイツではMD870系列の機関はB-B(V160型)、C-C(V320型)の軸配置と組み合わせて使用されたが、本形式は軸重や横圧低減の理由で、B-1-Bの変則的な軸配置とならざるを得なかった。車体内部の1エンド側にエンジンと変速機、2エンド側に蒸気発生装置（SG）を搭載しており、車体前後にある2軸駆動の動力台車を変速機からの推進軸（プロペラシャフト）で駆動させる方式であったが、2エンド側の動力台車へは、推進軸が中間の1軸台車の上を超えて、さらに継手を介して台車に伸びるという、非対称の構造になっている。なお、DD54 2の事故では、1エンド側の継手が破損し、短い側の推進軸が落下した。
西ドイツ本国では、K184U変速機はマイバッハ社V12 MD655 (1,500 hp)、MD870 (1,700 hp) と組み合わせて使用されていた。K184Uの定格入力は1,660 PSであるが、DMP86Zは短時間出力は2,200 PSであり、組み合わせに無理があったと考えられる。国鉄設計事務所も把握していたと考えられ、DD544からの二次車にはタコメーターを追加して、規定以上の出力監視に配慮した。くわえて、DD91は正規品の機関変速機であったが、上述のとおり、DD54はライセンス生産品であった。
本形式は、変速機周りの構造が比較的単純であったDD51形などと比較して複雑で整備に非常に手間がかかるほか、故障となると配置車両基地の保守掛の手に負えず、三菱側保守担当者が常駐する鷹取工場へ回送して修繕を行う必要があった。また設計・構造についての不明点を西ドイツのメーカー本社へ問い合わせるなどの際にライセンス契約締結時に仲介を行った対応問題や、またメーカー本社の回答も遅れて修繕が進展しないといった悪循環も発生した。
この結果、国鉄の本形式に対する信頼は完全に失われた。
以下で事故・故障のうち多発した症例について解説する。
推進軸破損による脱線事故
1968年6月28日、山陰本線鳥取 - 湖山間の徳吉踏切付近（現在は廃止）で、急行「おき」を牽引中だったDD54 2の１エンドの台車側のユニバーサルジョイントが突如破損し落下。かろうじて繋がっていた推進軸も湖山駅21番分岐器に接触して落下し、線路にほぼ垂直に突き刺さって同車が脱線転覆、続く客車6両も脱線する事故（いわゆる『棒高跳び事故』）を起こした。事故車のDD54 2は修復され後に復帰している。
翌1969年11月にも山陰本線浜坂 - 久谷間の勾配力行中などのDD54 11 ・ DD54 14が推進軸が落下、床下から出火するなどエンジンの高出力に耐え切れなくなった推進軸に起因する故障が多発した。
頻発する事故について、新聞紙面では「DD54型 また事故」とする見出しで報道されるようになった。
直接の原因は三菱側の強度計算の誤りによる設計ミスであり、対策として推進軸の強化や脱落防止が施工され解決し、1970年以降推進軸のトラブルによる重大事故は発生していない。ただし経年変化も影響して、今度は変速機にトラブルが多発するようになった。
液体変速機の故障
本形式搭載のDW5液体変速機は原形となったK184Uの設計を踏襲し、シフトアップ・ダウン時にエンジンの回転数とトルクコンバータの回転数を同調させて接続する凝った構造のため爪クラッチをギヤ回転のまま接続させた時のショック緩和用に衝撃緩和装置まで装備するなど従来の国産機にはみられない非常に複雑精緻かつ巧妙な構造・機構を採用していた。本形式の運用においては日本国鉄の保守能力を超えた装置全体でのギヤ欠け・コンバータ故障・クラッチ損傷が多発したという意見がある。しかし、国鉄は製品としての液体変速機を三菱重工業から購入したのであり、DW5で頻発した歯車の欠けやクラッチなどの不具合は、もはや製品とは呼べない代物であった。
冷却ファンの故障
DD54の冷却ファンは、温度感知部のワックス の膨張度合いで回転数を制御する静圧ファンを採用していた。この部品の一部はDD51用と共通設計であった。

## 廃車
1974年から試作車のDD54 1・DD54 3が休車となり、そのまま鷹取工場に留置され他機の部品確保用とされた。
さらに、本形式での故障頻発が運用・保守の両面で深刻な問題となっていたことと、DD51形が初期故障をほぼ克服し安定した稼動実績を確保していた事や、奥羽本線山形 - 秋田間や長崎本線・佐世保線の電化によりDD51形の運用に余裕が生まれる事から、本形式はDD51形で代替・淘汰されることが決定される。1975年（昭和50年）から1977年（昭和52年）にかけて山陰地区へ同形式の新造（その多くが三菱重工業製だった）ならびに他地区からの転入が実施された。
これにより、その時点で山陰本線用として配置されていたDF50形と本形式の淘汰が実施され、1976年（昭和51年）には故障や状態不良による休車の続出によって配置40両中15両が稼働するのみとなっていた。同年6月30日に12両、1977年1月17日に10両、同年11月21日に10両 、1978年（昭和53年）5月11日に4両が廃車された。
最後に残った4両は、1978年には播但線でのみ使用されるようになったが、同年6月18日の播但線645列車、山陰本線824列車を最後に運用から離脱し、同年8月11日に休車となった。しかし、DD54 12とDD54 33については一旦、休車、廃車の後、何故か車籍復活の手配がとられ、同年12月1日に改めて廃車された。これをもって本形式は形式消滅となっている。
休車・廃車車両は解体まで鷹取工場・福知山駅・東舞鶴駅・生野駅構内に留置された。このうち33号機は長らく福知山機関区に留置されており、後の保存へと繋がることとなる。

### 淘汰に至った経緯
際立ったスタイルで注目を浴びた最新鋭機関車でありながら、事故と故障の続発に伴い登場からわずか10年ほどで全車が運用を離脱する結果となった。そして以下の経緯から車両としては失敗作と位置付けられた。
- 完成された大出力エンジンや液体変速機の高性能かつ複雑な機械を保守するだけの技術力が当時の国鉄やメーカーに決定的に不足していた。
- ライセンス生産品であるために、改良もライセンス契約に抵触する部分は本国のメーカーにいちいち了承を取らなければならず（しかも本国のメーカーは改良についても消極的だった）、改良実施までに煩雑な手間と時間を要した。

これらが問題点への迅速かつ最適な対応ができず解決を長引かせた主因である。さらに運用されていた1970年代はちょうどマル生運動の挫折によって労使関係が悪化した時期と重なる。現場では国鉄労働組合（国労）・国鉄動力車労働組合（動労）の勢力が極めて強く、最先端技術を採り入れた車両や保守取り扱いに手間のかかる不便な車両は「労働強化に繋がる」と敬遠される傾向もあった。
日本技術陣が独自開発を行ったDD51形も初期故障に悩まされたが、（本形式では契約上不可能であった）設計変更と改造を繰り返しながら開発陣と保守陣が一体となって克服することができ、後の大量増備につながった。淘汰完了直前の段階で本形式の保守費はDD51形の18倍にも達していた。
国鉄も予想し得なかった高価な新鋭機関車の早期淘汰は、廃車時の車齢が最長でも約10年で、全車とも法定耐用年数（18年）に達していないばかりか、平均で7年4ヶ月、最短で4年10ヶ月とその半分にも満たなかったことから後日国会で問題として取り上げられ、会計検査院からも不適切な処理を指摘された。

## 評価
DD54を実際に運転した国鉄運転士OBの証言によると、DMP86Z型エンジンの騒音がひどく、国鉄から運転士に耳栓が支給された。山陰本線の運用では「（DD54による）騒音で子供が起きた」「養鶏場のニワトリが卵を産まなくなった」などの苦情が国鉄に寄せられていた。振動もひどく、DD54に牽引されている客車の窓際に置いた缶が振動で落下することもあったという。
機関士の中には「故障するのが嫌で乗りたくなかった」と語る者までおり、どんなに整備をしても突然不調になることが多く、乗務後に「今日はどうだった？」と挨拶するのがいつからか定番になったという。40両製造されたDD54のうち、最末期に稼働できたのは15両にすぎなかった。DMP86Z型エンジンが複雑な構造であったため、本機の保守・点検には長時間を要し、トラブル発生に備えて検査係が本機の実際の運用に同乗して、運行中に部品を交換したことすらあった。検査係のOBは「故障だらけで、1か所だけでなく全体が悪い感じだった」と述べている。

## 保存機
- DD54 33 - 交通科学博物館（大阪市港区）→京都鉄道博物館（京都市下京区）
最後まで使用された4両中の1両で、米子機関区配置時代に特急「出雲」牽引機に指定された6両中の1両でもある。このため、現在も20系客車への空気圧供給用の元空気溜管とヘッドマーク取り付け金具を装着する。

1984年（昭和59年）1月に福知山機関区から搬出され、同年3月に交通科学博物館（大阪市港区）へ搬入、第2展示場で保存展示された（当初は鉄道記念日など特別の日のみの公開であった）。
2014年（平成26年）4月の同館閉館後は京都鉄道博物館に移設され、2016年（平成28年）4月29日より保存展示を再開した。
交通科学博物館時代の1995年に阪神・淡路大震災で手すりが変形しており、震災を伝えるため修繕されることなく展示されている。

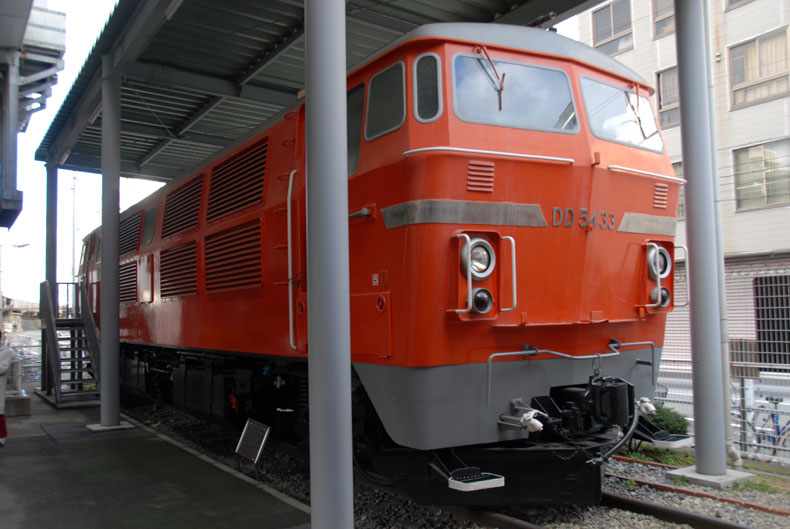
DD54形33号機（交通科学博物館時代） 米子機関区時代に特急「出雲」牽引機であったため、ヘッドマーク取り付け金具と20系客車用の元空気溜管を備える。
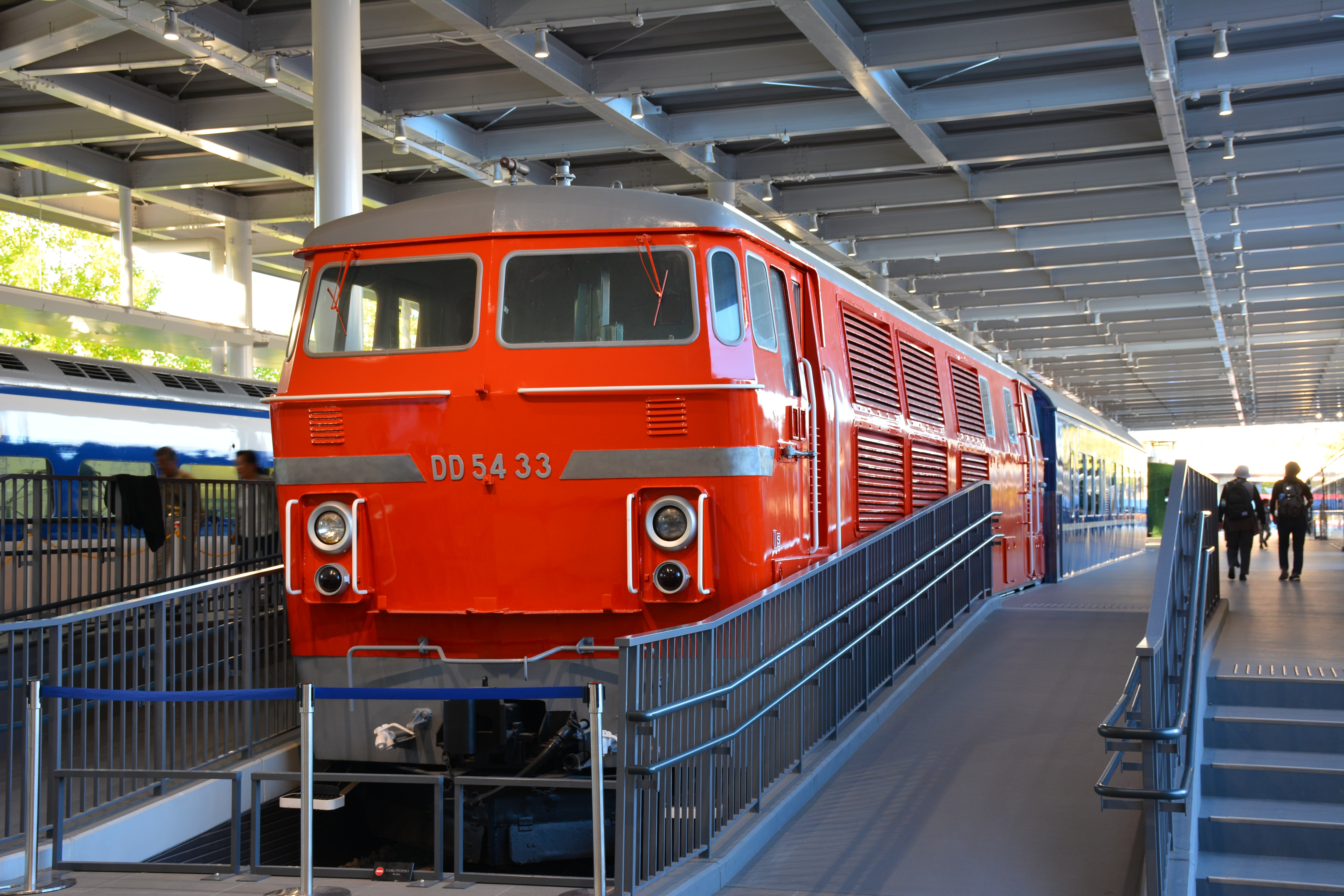
京都鉄道博物館へ移設後の33号機。